# Парменид
Пармени́д из Эле́и (др.-греч. Παρμενίδης ὁ Ἐλεάτης, ок. 540 или 515 до н. э. — ок. 470 до н. э.) — древнегреческий философ, главный представитель Элейской школы.

## Биография и учение
Парменид происходил из знатной и богатой семьи; был также законодателем Элеи (по свидетельству Спевсиппа), где его чтили как высоконравственного человека.
Свои взгляды выразил в метафизической поэме «О природе» (название позднейшее), значительная часть отрывков которой дошла до нас; в ней содержатся основные положения элейской философии. Его учеником и последователем был Зенон Элейский.
К нему восходят начала метафизики. Он обратился к вопросам бытия и познания, заложив фундамент онтологии и истоки гносеологии; разделил истину и мнение.
По его выводу, истинно знание вечного, неизменного бытия, а «мыслить и быть — одно и то же». Его основные тезисы таковы:
1. Помимо Бытия нет ничего. Также и мышление, и мыслимое[15] есть Бытие, ибо нельзя мыслить ни о чём;
2. Бытие никем и ничем не порождено; иначе пришлось бы признать, что оно произошло из Небытия, но Небытия нет;
3. Бытие не подвержено порче и гибели; иначе оно превратилось бы в Небытие, но Небытия не существует;
4. У Бытия нет ни прошлого, ни будущего. Бытие есть чистое настоящее. Оно неподвижно, однородно, совершенно и ограниченно; имеет форму шара[16].

Тезис: «Бытие есть, а небытия — нет». Небытия нет, так как про него нельзя мыслить (так как такая мысль была бы противоречива; так как это сводилось бы к: «есть то, чего нет»).
1. Бытие одно, и не может быть двух и более «бытий».
Иначе они должны были бы быть отграничены друг от друга — Небытием (его нет);
2. Бытие сплошно (едино), то есть не имеет частей.
Если бытие имеет части, значит части отграничены друг от друга — Небытием (его нет);
3. Если нет частей и если бытие одно, то нет движения и нет множественности в мире.
В противном случае, одно Бытие должно двигаться относительно другого;
4. Так как не существует движения и множественности и Бытие одно, то нет ни возникновения, ни уничтожения.
Так при возникновении (уничтожении) должно быть Небытие (но Небытия нет);
5. Бытие вечно пребывает на одном и том же месте[1].

Как пишет в БСЭ (3-е изд.) А. Ф. Лосев, Парменид, считая критерием истины разум, отвергал ощущения из-за их неточности. Диоген Лаэртский так передаёт его философию: «Критерием истины называл он разум; в чувствах же, — говорил он, — точности нет». По замечанию БСЭ (2-е изд.), — отвергая ощущения и опыт как источник знания, Парменид противостоял ионийскому естествознанию, возражал против требования своего современника Гераклита «прислушиваться к природе». «Парменид — мыслитель действительно необыкновенной глубины», — говорит Сократ в диалоге Платона «Теэтет». Проф. Дж. Бернет назвал Парменида «отцом материализма».